# Anoplodrepanus pecki
Anoplodrepanus pecki là một loài bọ cánh cứng trong họ Bọ hung (Scarabaeidae).